# Orlík kejklíř
Orlík kejklíř (Terathopius ecaudatus), občas také uváděný pod názvem orel kejklíř, je středně velký dravý pták a také jediný zástupce rodu Terathopius. Je běžný v savanách na rozsáhlém území subsaharské Afriky.
Orlík kejklíř je výrazný dravec s velmi krátkým ocasem, díky kterému je v letu zcela nezaměnitelný. Dospělí jedinci dorůstají 80–85 cm a v rozpětí křídel měří průměrně 175 cm. Je převážně černý s kaštanově hnědým hřbetem a ocasem, částečně šedým opeřením na křídlech a červenými končetinami, zobákem a kůží kolem očí. Obě pohlaví jsou si zbarvením velmi podobná, mladí ptáci jsou na rozdíl od dospělců hnědí a kůži kolem očí mají nazelenalou.
Loví zejména ptáky, požírá také malé savce a mršiny. Hnízdí na stromech, ročně přitom klade jediné vejce, na kterém sedí po dobu 42–43 dnů samotná samice. Mláďata pak hnízdo opouští po 90–125 dnech. Žije v trvalých párech a k hnízdění většinou po mnoho let využívá stejné hnízdo.